# کفر دبین
کفر دبین (به عربی: کفر دبین) یک روستا در سوریه است که در ناحیه الجانودیه واقع شده‌است. کفر دبین ۳٬۶۶۰ نفر جمعیت دارد.